# Димитров, Кристиан Трайчев
Кристиан Трайчев Димитров (болг. Кристиан Трайчев Димитров; род. 27 февраля 1997, Пловдив, Болгария) — болгарский футболист, защитник клуба «Левски» и национальной сборной Болгарии.

## Карьера

### Клубная карьера
Летом 2013 года Кристиан Димитров присоединился к юниорской команде пловдивского «Ботева», после чего прошёл всю систему Академии клуба. За основной состав «Ботева» Димитров дебютировал 13 марта 2016 года, выйдя на замену на 81-й минуте игры чемпионата против «Черно Моря». Свой первый гол забил в последнем туре сезона 2015/16, принеся на 87-й минуте победу своей команде над «Лудогорцем». Начиная со следующего сезона игрок стал периодически попадать в основной состав «Ботева» и 8 июня 2017 года подписал новый двухлетний контракт с клубом.
В феврале 2018 года Димитров был отдан в аренду до конца сезона в клуб второго болгарского дивизиона «Монтана», за который провёл 13 игр и забил 1 мяч.
По возвращении в июне 2018 года в «Ботев» Димитров стал одним из основных центральных защитников клуба, регулярно попадая в основной состав. 24 апреля 2019 года в полуфинале Кубка Болгарии против софийского ЦСКА на последней минуте встречи он забил гол, доведя счёт до 3:3, позволивший «Ботеву», оставшемуся к тому моменту на поле вдевятером, выйти в финал по сумме двух матчей.
В феврале 2020 года стало известно о том, что Кристиан Димитров подписал контракт на 2,5 года с хорватским «Хайдуком».
В феврале 2022 года отправился в аренду в румынский «ЧФР Клуж».
30 декабря 2022 года Димитров вернулся в Болгарию, подписав полуторагодичный контракт с софийским «Левски».

### Карьера в сборной
Дебют Кристиана Димитрова за сборную Болгарии состоялся 7 июня 2019 года: он отыграл все 90 минут отборочного матча к чемпионату Европы 2020 против Чехии. Уже спустя три дня, выйдя в перерыве встречи против Косово, он смог отличиться первым забитым голом за национальную команду.
Голы за сборную Болгарии
| # | Дата         | Место                         | Противник | Счёт | Итог | Соревнование         |
| - | ------------ | ----------------------------- | --------- | ---- | ---- | -------------------- |
| 1 | 10 июня 2019 | Васил Левски, София, Болгария | Косово    | 2:1  | 2:3  | квалификация ЧЕ 2020 |

## Достижения

### Командные
Ботев (Пловдив)
- Обладатель Кубка Болгарии: 2016/17
- Обладатель Суперкубка Болгарии: 2017/18

 ЧФР Клуж
- Чемпион Румынии: 2021/22

 Хайдук (Сплит)
- Обладатель Кубка Хорватии: 2021/22

### Индивидуальные
- Лучший защитник чемпионата Болгарии 2018/19[12]